# Maike Looß
Maike Looß (* 1959) ist Professorin am Institut für Fachdidaktik der Naturwissenschaften der Technischen Universität Braunschweig. 

## Leben
In Bremen studierte Looß Biologie und Kunstpädagogik für das Lehramt der Sekundarstufe II. Nach dem Referendariat war sie wissenschaftliche Mitarbeiterin an der Universität Bremen und wurde promoviert mit einer Dissertation zum Thema AIDS als Gegenstand des Biologieunterrichts. Danach arbeitete sie an der Universität Flensburg als wissenschaftliche Assistentin, wo sie sich habilitierte. Im Oktober 2000 folgte sie einem Ruf an die Technische Universität Braunschweig und leitet seitdem die Abteilung für »Biologie und Didaktik der Biologie«.
Zu ihren Forschungsschwerpunkten gehören die Evaluation des Theorie-Praxis-Problems in der Didaktik, Schulbuch-Analyse und Sexualpädagogik.